# Chlorophthalmidae
Chlorophthalmidae är en familj av fiskar. Chlorophthalmidae ingår i ordningen laxtobisartade fiskar (Aulopiformes). Enligt Catalogue of Life omfattar familjen Chlorophthalmidae 18 arter. Fishbase listar 17 arter.
Det vetenskapliga namnet av typsläktet är bildat av de gammalgrekiska orden chloros (grön) och ophthalmos (öga).
De har i ryggfenan 9 till 13 strålar och i analfenan 7 till 11 strålar. I bröstfenan finns 15 till 19 strålar. Typiskt är ett lysorgan nära analfenan.
Familjens medlemmar lever i Atlanten, Indiska oceanen och Stilla havet. De har stora ögon och är hermafroditer. Exemplaren dyker till ett djup av 1000 meter. Larverna lever antagigen nära havsytan i det öppna havet. Det finns ingen yngelvård. Födan utgörs av små bläckfiskar, kräftdjur och andra ryggradslösa djur.
Släkten enligt Catalogue of Life och FishBase:
- Chlorophthalmus
- Parasudis